# Graafschap Stolberg-Gedern
Het graafschap Stolberg-Gedern was een graafschap binnen het Heilige Roomse Rijk.
Het graafschap ontstond in 1710 toen de zonen van Ernst en Lodewijk Christiaan van Stolberg in 1710 overleden, en Ernst stierf zonder opvolgers. De drie zonen van Lodewijk Christiaan verdeelden de gebieden van hun vader en hun oom: waarbij Frederik Karel Gedern verkreeg. Na het uitsterven van het huis Stolberg-Gedern in 1804 werd het hertogdom door het huis Stolberg-Wernigerode geregeerd.
Artikel 24 van de Rijnbondakte van 12 juli 1806 stelt het deel van het graafschap Königstein dat in bezit was van de vorst van Stolberg-Gedern onder de soevereiniteit van het groothertogdom Hessen-Darmstadt: de mediatisering.
Bij een grensverdrag in 1806 tussen Hessen-Darmstadt en het vorstendom Isenburg werd Gedern afgestaan aan Isenburg. Na de Napoleontische nederlagen kwam het vorstendom Isenburg in 1813 eerst onder Oostenrijks bestuur. Het Congres van Wenen in 1815 voegde Isenburg bij Hessen-Darmstadt, zodat uiteindelijk het hele Stolbergse aandeel in Königstein een gemediatiseerd land binnen Hessen-Darmstadt werd.